# Crisi venezuelana dei migranti
La crisi venezuelana dei migranti (anche nota come diaspora bolivariana) è l'emigrazione di milioni di venezuelani dal loro Paese natale durante ed a causa delle presidenze di Hugo Chávez e Nicolás Maduro e l'avviamento della Rivoluzione bolivariana. Questa emigrazione è anche la più grande crisi dei rifugiati verificatasi in America.
Newsweek ha descritto la diaspora venezuelana come un rovesciamento del destino su larga scala, in riferimento alla tradizione venezuelana nell'essere stata sempre una nazione con un alto livello di immigrazione durante tutto il XX secolo. Un sondaggio del 2014 ha mostrato come il 10% della popolazione venezuelana pensi di emigrare a breve. Secondo lo stesso studio la maggior parte di questi emigranti consiste di professionisti fra i 18 e i 35 anni di età e appartenenti alle classi più agiate.
Durante la presidenza di Chavez erano soprattutto venezuelani della classe alta ad emigrare, ma con il peggioramento delle condizioni nel Paese, anche i venezuelani della classe media e bassa iniziarono ad andare via. Tale emigrazione ha causato una fuga di cervelli in Venezuela, a causa del gran numero di emigranti istruiti e/o qualificati. Dopo la delusione per la politica di opposizione nel Paese, anche i venezuelani contrari al presidente Maduro hanno lasciato il Paese, con un conseguente aumento interno del sostegno al governo di Maduro.
Durante la crisi, ai venezuelani è stato spesso chiesto del loro desiderio di lasciare il loro Paese natale e oltre il 30% di coloro che sono intervenuti in un sondaggio del dicembre 2015 ha affermato di aver pianificato di lasciare definitivamente il Venezuela. La percentuale è quasi raddoppiata nel settembre successivo quando, secondo Datincorp, il 57% degli intervistati voleva lasciare il Paese. Entro la metà del 2019, oltre 4 milioni di venezuelani, circa il 13% della popolazione del Paese, erano emigrati dall'inizio della rivoluzione nel 1999. Le Nazioni Unite hanno previsto che entro la fine del 2019 ci sarebbero stati oltre 5 milioni di emigranti registrati durante la crisi venezuelana, oltre il 15% della popolazione. Uno studio della fine del 2018 della Brookings Institution suggerì che l'emigrazione avrebbe raggiunto i 6 milioni - circa il 20% della popolazione del Venezuela del 2017 - entro la fine del 2019, mentre con un sondaggio di metà 2019 di Consultares 21 si è stimato che fino a 6 milioni di venezuelani erano già fuggiti dal Paese fino ad allora. Sei milioni era allora anche il numero di rifugiati della guerra civile siriana, iniziata anni prima della crisi venezuelana ed era considerata il peggior disastro umanitario registrato al mondo in quel momento.
Le principali destinazioni degli emigranti sono state gli USA e l'Europa.
In Brasile, l'Operação Acolhida è un'operazione organizzata dall'Esercito Brasiliano a febbraio di 2018 che ha come obiettivo proteggere i venezuelani che attraversano il confine.